# Ignacio Salas Lamamié de Clairac
Ignacio Salas Lamamié de Clairac (Bilbao, 18 de desembre de 1945-Torrevella, 13 de gener de 2016) va ser un presentador de televisió espanyol que va exercir bona part de la seva trajectòria professional a Televisió Espanyola (TVE). Des de 2000 fins a 2006 va ser president de l'Acadèmia de les Ciències i les Arts de Televisió.

## Biografia
Ignacio Salas va néixer a Bilbao en 1945. Era fill de Ramón Salas Larrazábal, general d'Aviació i conegut historiador militar, especialitzat en la Guerra Civil Espanyola, i la seva esposa, Eulalia Lamamié de Clairac Nicolau.
Va treballar com a redactor, reporter, locutor, narrador, realitzador, guionista, creatiu i presentador de tota mena de programes. La seva trajectòria va estar molt lligada a la de Guillermo Summers, amb el qual va compartir presència en nombrosos programes i anuncis de televisió.
Entre els programes de televisió que va conduir, es poden recordar alguns com En paralelo (1982), Y sin embargo... te quiero (1983-1985), Segundos fuera (1986), Juegos sin fronteras (1988), La hora del TPT (1988) o Juego de niños (1989) i Al habla (2001-2004).
Membre de la Junta Directiva constituent de l'Acadèmia de Televisió, al març de 2000 va ser elegit president de l'Acadèmia de les Ciències i les Arts de Televisió d'Espanya (ATV) per a un període de quatre anys, càrrec pel qual va ser reelegit al juny de 2004. Va deixar el càrrec al setembre de 2006.